# Гарр, Тед
Тед Роберт Гарр (англ. Ted Robert Gurr; 1936, Спокан — 25 ноября 2017) — американский исследователь в различных сферах социальных наук: политологии, социологии, социальной психологии. Автор и соавтор более, чем 20 значимых книг. Основная сфера научных интересов — социальные конфликты, политические изменения, а также этнополитология.
Наиболее известен благодаря работам по участию людей во внутриполитических конфликтах (в частности, благодаря книге «Почему люди бунтуют») и создании эмпирических баз данных для политических исследований, основная из которых — Polity IV, основанная на оригинальной концептуализации понятия политический режим Гарра. В объяснении социальных протестов придерживался теории относительной депривации и опоры на психосоциальные факторы человеческих решений.

## Академический путь
В начале своей академической биографии в 1957 году окончил бакалавриат Рид-колледжа (Портленд) по социальной психологии. В 1965 получил степень по государственному управлению и международным отношениям в Нью-Йоркском университете. Диссертация Гарра была посвящена политическому насилию и была озаглавлена, как «The Genesis Of Violence: A Multivariate Theory Of The Preconditions For Civil Strife».
К 1970-м относится начало работы Гарра над проектом «Polity», ориентированным на институциональный подход к концептуализации политических режимов, первоначально изложенный Гарром в совместной с Гарри Эккстейном в монографии «Patterns of Authority: A Structural Basis for Political Inquiry» (1975).
В 1993—1994 был президентом Ассоциации международных исследований. 
В 1990—2000-е фокус академических интересов Гарра переместились в область этнополитологии, исследователь сконцентрировался на теме социального неравенства и проблемах этнических меньшинств в США.

## Исследования

### «Почему люди бунтуют»
В 1970 году вышла знаковая книга Гарра: «Почему люди бунтуют» («Why Men Rebel»), в которой он изложил основы своей теории относительно происхождения социального протеста. В книге Гарр ставит перед собой амбициозную задачу разработать «общее объяснение политического насилия», понимая его как борьбу частных политических акторов против государства. Основная задача работы достигается за счёт применения позаимствованной из психологии теории относительной депривации, объясняющей политическое насилие агрессией, которая возникает из-за лакуны между ожидаемым и получаемым благом. Эмпирическая выборка исследования Гарра состоит из свыше 1000 эпизодов политического насилия в более, чем 100 политиях в период с 1961 по 1965.
Книга получила премию Вудро Вильсона в 1970 году как лучшая работа по политологии.

### Polityи политическая нестабильность
Работа «Patterns of Authority: A Structural Basis for Political Inquiry» (1975), положившая начало исследованиям в рамках проекта «Polity», ставила своей целью реконцептуализацию политики в терминах властеотношений и структур власти (англ. authority structures) в рамках одного общества. Это позволило исследователям сравнивать влияние пула политических переменных на динамику властеотношений и подготовило почву для систематической генерации данных по показателям, характеризующих политическую систему.

## Награды
- Премия Вудро Вильсона[англ.] (1970) за лучшую работу по политической науке за «Почему люди бунтуют».
- Эмерит и почётный профессор Мэрилендского университета.

## Основные публикации
- Почему люди бунтуют = Why Men Rebel (1970). — СПб.: Питер, 2005. — 461 с. — (Мастера социологии).
- Patterns of Authority: A Structural Basis for Political Inquiry. — New York: Wiley-Interscience, 1975. (в соавторстве с Гарри Экстейном)
- Violence In America. — Sage Publications, 1979. (в соавторстве с Хью Грэмом)
- Handbook of Political Conflict: Theory and Research. — New York: The Free Press, 1980.
- The State and the City. — Chicago: University of Chicago Press, 1987. (в соавторстве с Дезмондом Кингом)
- Ethnic Conflict in World Politics. — Westview Press, 1994. (в соавторстве с Барбарой Харфф)